# Varvata (okręg Suczawa)
Varvata – wieś w Rumunii, w okręgu Suczawa, w gminie Pârteștii de Jos. W 2011 roku liczyła 42 mieszkańców. 